# 圣地亚哥·拉蒙-卡哈尔

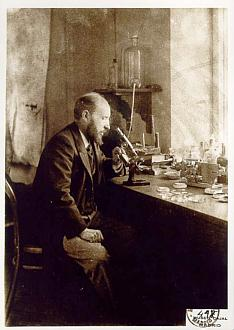
桑地牙哥·拉蒙卡哈

圣地亚哥·拉蒙-卡哈尔（西班牙語：Santiago Ramón y Cajal，1852年5月1日—1934年10月17日），西班牙病理学家、组织学家、神经学家。生於西班牙纳瓦拉佩蒂利亞德阿拉貢，1906年诺贝尔生理学或医学奖得主。他对于大脑的微观结构研究是开创性的，被普遍认为是现代神经科学之父。他绘图技能出众，他的关于脑细胞的几百个插图至今用于教学。

## 生平
拉蒙-卡哈尔是医师和解剖学讲师胡斯托·拉蒙（Justo Ramón）和安东尼娅·卡哈尔（Antonia Cajal）的儿子。孩提时期由于他不良行为和反专制的态度，被调到许多不同的学校。他的早熟和叛逆的一个极端的例子是在他11岁的时候，用自制的大炮摧毁鄰居庭院的門，他也因此受到监禁。他是一个狂热的画家、艺术家和体操运动员。他曾作为鞋匠和理发师，他好斗的态度颇为知名。
拉蒙-卡哈尔于1873年从萨拉戈萨大学医学院毕业。通过考试后在西班牙军队担任医务人员。他参与了1874-75年到古巴的远征，在那里他染上疟疾和肺结核。回到西班牙后，1879年，他与西尔韦里亚·凡尼亚纳斯结婚，并育有4个女儿和3个儿子。1881年，他被任命为瓦伦西亚大学教授。1877年，他在马德里获得医学学位的博士。后来他在巴塞罗那和马德里都得到教授称号。他是萨拉戈萨博物馆主任（1879年）、国家卫生研究所主任（1899年）。他是卡哈尔研究所的创始人。1934年，他在马德里逝世。

## 著作
- 《研究科學的第一步》（Reglas y consejos sobre investigación científica）

## 外部連結
- Fishman RS.（2007）. The Nobel Prize of 1906 （页面存档备份，存于）. Arch Ophthalmol. 125:690-4.PMID 17502511（Review of the work of the 1906 Nobel Prize in Physiology or Medicine winners Camillo Golgi and Santiago Ramon y Cajal）
- The Nobel Prize in Physiology or Medicine 1906 （页面存档备份，存于）
- Life and discoveries of Cajal
- Special Collection: Santiago Ramón y Cajal（University of Barcelona Library）
- Brief overview of Cajal's career （页面存档备份，存于）